# آرزوهای بزرگ (فیلم ۱۹۹۸)
آرزوهای بزرگ (انگلیسی: Great Expectations) فیلمی در ژانر رمانتیک به کارگردانی آلفونسو کوارون است که در سال ۱۹۹۸ منتشر شد.
نام قهرمان داستان از پیپ به فین، نام خانم هاویشام به نورا دینسمور و نام ایبل مگ ویچ به آرتور لاستینگ تغییر یافت
این فیلم واکنش‌های ضد و نقیضی دریافت کرد.

## بازیگران
- ایتن هاک
- گوئینت پالترو
- کریس کوپر
- هانک آزاریا
- آن بنکرافت
- رابرت دنیرو
- کیم دیکنز
- گابریل مان
- درنا د نیرو
- نیکلاس وودسان

## داستان
پسر بچه ده ساله ای به نام فینیگان "فین" بل که یتیم است و تحت سرپرستی خواهر بزرگترش مگی و دوست‌پسرش جو زندگی می کند، هنگام بازی در ساحل خلیج مکزیک توسط یک زندانی فراری مورد حمله قرار می گیرد. فین برای او غذا، مشروبات الکلی و انبردست می آورد تا بتواند غل و زنجیر را از پایش باز کند، اما در عوض به گروگان گرفته می شود.
زندانی فراری تلاش می کند به مکزیک فرار کند، اما پلیس قایق کوچک او را توقیف می کند. زندانی خود را در یک گوی شناور پنهان می کند و پلیس فین را به خشکی بازمی‌گرداند. فین در اخبار می بیند که این زندانی فراری که حالا دوباره دستگیر شده، آرتور لاستیگ - گانگستر معروفی بوده که از زندان فرار کرده بود.